# Borussia Dortmund
Pour les articles homonymes, voir BVB.
Maillots
Actualités
Le BV Borussia 09 Dortmund, communément appelé Borussia Dortmund (en allemand : /boˌʁʊsi̯a ˈdɔʁtmʊnt/, ? Écouter [Fiche]) ou BVB (en allemand : /beːfaʊ̯ˈbeː/, ? Écouter [Fiche]), est un club de football allemand fondé le 19 décembre 1909 et basé à Dortmund. Le nom complet du club Ballspiel-Verein Borussia signifie en allemand « association de jeu de balle Borussia ». Si sa section football est la plus célèbre, le BVB comprend aussi des équipes de handball et de tennis de table. Bien que Borussia soit le nom latin de la Prusse, c'est au nom d'une brasserie locale qu'il fait référence. Le club évolue en 1. Bundesliga, la première division du football allemand. Il compte également de nombreuses catégories juniors dans son centre de formation, ainsi qu’une équipe réserve nommée « Borussia Dortmund II ».
Le Borussia Dortmund est le premier club allemand à remporter une coupe d'Europe (la Coupe des Coupes en 1966) et devient, en 1997, le troisième club allemand à remporter la Ligue des champions. Son stade, le Signal Iduna Park (anciennement Westfalenstadion jusqu'en 2005), est le plus grand stade du championnat d'Allemagne avec 81 365 places et détient le record d'affluence moyenne en Europe durant la saison 2003-2004 avec 79 647 spectateurs. En 2000, le BVB devient le premier club allemand coté en bourse, avec le nom de société « Borussia Dortmund GmbH & Co. KGaA ». Il fut également membre du G14 jusqu'à sa dissolution en 2008. Le club a frôlé la faillite au cours la saison 2004-2005 et n'a joué de nouveau les premiers rôles qu'à partir de son 7e titre remporté lors de la saison 2010-2011. Le Borussia Dortmund entretient une grande rivalité avec les autres clubs de la Ruhr, en particulier avec le Schalke 04. Depuis le début des années 1990, le Borussia est l'un des principaux rivaux du Bayern Munich au niveau national.

## Historique du club
| - 1909 : Fondation du club. - 1945 : Fermeture et refondation du club. - 1956 : Premier titre de champion national et 1re participation à une coupe d'Europe. - 1965 : Première victoire en coupe d'Allemagne. - 1966 : 1er trophée européen (C2) de Dortmund et d’un club allemand. - 1974 : Construction du stade Westfalenstadion. - 1989 : Première victoire en Supercoupe d'Allemagne. - 1993 : Finaliste de la C3. - 1995 : Première victoire de la nouvelle forme du championnat : Bundesliga. - 1997 : Vainqueur de la Ligue des champions et de la Coupe intercontinentale, finaliste de la Supercoupe de l'UEFA. - 2000 : Introduction du club en bourse et au G14. - 2002 : Finaliste pour la deuxième fois en C3. - 2005 : Le Westfalenstadion est renommé Signal Iduna Park, à la suite du sponsoring de Signal Iduna, - 2009 : Centenaire du Borussia Dortmund. - 2012 : Premier doublé championnat-coupe nationale du club. - 2013 : Finaliste de la Ligue des champions. - 2024 : Finaliste de la Ligue des champions. |

### De la naissance à l'après-guerre (1909-1945)
Le club est fondé le 19 décembre 1909 sous le nom de BV Borussia 1909 Dortmund (Borussia étant le nom néolatin de la Prusse) par un groupe de jeunes ouvriers des aciéries de Dortmund et des mineurs. La décision est prise de manière très spontanée, ce qui explique que personne n'a pensé à chercher un nom pour ce nouveau club. Le club est baptisé « Borussia » du nom d'une brasserie locale. Dans la foulée, Heinrich Unger devient le premier président du Borussia Dortmund. Le premier match régulier est remporté 9 buts à 3 face au Vfb Dortmund. Le premier match de championnat de l'histoire du club se joua en 1911 et remporté 1-0 contre le Spielabteilung des Turnerbundes Rauxel.  Avant la première guerre mondiale, le club joue d'abord en troisième et plus basse division possible en faisant partie de l'association West Germany Game Association renommée Westdeutscher Spiel-Verband en 1907. L'équipe atteint la division la plus haute, de l'époque, en 1913 surnommée Klasse-A, dans un contexte où il n'existait pas encore de division uniforme au niveau régional de la Westphalie, ou national. Les championnats ne se sont pas déroulés lors des années 1914-1917 du fait de la première guerre mondiale (1914-1918) où 18 fondateurs du club perdirent la vie. Seuls des matchs au profit de la croix-rouge eurent lieu.
Le Borussia Dortmund est inscrit dans la liste des associations à partir de 1919, même année que le développement de statuts et de règles de jeu. Le système de ligue a par la suite été modifiée avec des ligues de district (1re, 2e, 3e) à partir de 1919 puis des classes d'arrondissement et une ligue appelée classe spéciale en 1929. Le club appartenait à la classe de 1er arrondissement jusqu'en 1935-1936. Dans les années 1930, le club de la Ruhr est déjà l'une des équipes les plus en vue d'Allemagne. À partir de 1936, il est promu en Gauliga. Il parvient à terminer à la seconde place en 1937-1938 (de) et en 1942 (de). Le club est également marqué par les meurtres de la ville de Bittermark, située au sud de la ville de Dortmund, par la Gestapo et commémorée par le mémorial de Bittermark (de).
Comme tant d'autres en Allemagne, le club a pratiquement dû repartir de zéro à l'issue de la Seconde Guerre mondiale. Il est refondé du club sous le nom de SG Borussia 1898 Dortmund dans un premier temps, puis sous son nom définitif BV Borussia 09 Dortmund.

### De l’Oberliga aux débuts européens
En 1947, le Borussia Dortmund remporte la division de Westphalie (régionale) et évolue l'année suivante en Oberliga Ouest, l'un des cinq groupes régionaux de la première division du championnat allemand, dont les cinq vainqueurs jouent ensuite un mini-championnat qui décide du titre de Champion d’Allemagne. Dortmund remporte les trois premières éditions de sa division : 1948, 1949 et 1950 puis 1953 mais manque les titres de champion d'Allemagne lors des tournois nationaux. Il faut attendre 1956 pour que le Borussia réalise enfin ce « doublé » et devienne pour la première fois champion d’Allemagne. L’année suivante, le club réédite son doublé Oberliga - championnat national et participe à sa première Coupe d’Europe, la Coupe des clubs champions, mais est éliminé dès les huitièmes de finale par Manchester United (0-0 ; 2-3). Un an plus tard, durant la saison 1957-1958, les jaunes et noirs n’atteignent que la cinquième place de leur division Ouest, alors qu'en Coupe des Champions ils atteignent les quarts de finale, où ils échouent face au Milan AC (1-1 ; 1-4). Dortmund termine vice-champion encore en 1961 puis champion d’Allemagne en 1963 bien qu'ayant fini deuxième de sa division.

### La première édition professionnelle
C’est donc en tant que champion en titre que le Borussia Dortmund participe à la première édition de la nouvelle formule de la Bundesliga 1963-1964, devenue professionnelle et à poule unique. Timo Konietzka devient le premier buteur de la Bundesliga lors de la première journée face au Werder Brême (2-3). Le club de la Ruhr ne termine la saison qu’à la 4e place mais atteint les demi-finales de la Coupe des Champions, où il chute face à l’Inter Milan (2-2; 0-2). L’année suivante, le club remporte sa première coupe d’Allemagne (DFB Pokal) et se qualifie donc pour la Coupe des Coupes, qu'il remporte l'année suivante après prolongation face à Liverpool. En championnat, Dortmund échoue derrière Munich 1860 malgré l’excellente performance de l’attaquant Lothar Emmerich qui termine meilleur buteur du championnat avec 31 réalisations. L’année suivante, le canonnier allemand récidive en remportant une nouvelle fois sa distinction avec 28 unités mais son club rate à nouveau le titre, finissant à la troisième place.

### La chute
À partir de 1968, le niveau de l'équipe décroit. Elle joue le maintien jusqu’à être finalement reléguée en 1972. Le club de Westphalie reste quatre saisons en seconde division. Durant cette période, le club connait son premier sponsor, la ville de Dortmund elle-même, qui finance son stade du Westfalenstadion en vue de la prochaine Coupe du monde en Allemagne. Revenu dans l’élite en 1976, le club ne joue pas les premiers rôles, terminant jusqu’au début des années 1980 en milieu de tableau malgré la présence du meneur Manfred Burgsmüller. À partir de 1983, il doit à nouveau lutter contre la relégation durant trois saisons malgré l’apparition d’un jeune talent, Michael Zorc.

### Retour au premier plan
Continental devient le nouveau sponsor du club qui recrute un défenseur prometteur, Thomas Helmer. Dortmund termine à la 4e place du championnat lors de la saison 1986-1987, son meilleur classement depuis 19 ans. Cette place lui permet de renouer avec l’Europe et les Dortmundern atteignent les huitièmes de finale, éliminés par Bruges. Si l’équipe passe à côté de sa saison 1987-1988, celle qui suit voit l’éclosion d’un nouveau héros au club, Andreas Möller. En 1989, Dortmund renoue avec la victoire en remportant la Coupe d'Allemagne et dans la foulée la Super Coupe allemande. L’année suivante, Möller et les siens terminent à nouveau à la quatrième place et atteignent les huitièmes de finale de la Coupe des Coupes. Toutefois, ils se consolent en démarrant une série de trois titres consécutifs dans la nouvelle Coupe hivernale lors des éditions 1990, 1991 et 1992. En 1990-1991, les résultats sont toutefois décevants. Le BVB termine à la 11e place et est éliminé en huitièmes de finale de la Coupe d'Europe des vainqueurs de coupe de football par les Italiens de la Sampdoria (1-1 ; 0-2), qui remporteront la compétition par la suite. Horst Köpel doit démissionner, Ottmar Hitzfeld prend les commandes.

### L’effet Hitzfeld
Pour la saison 1991-1992, Dortmund recrute l’attaquant Stéphane Chapuisat. Le jeune Suisse prend ses marques immédiatement et inscrit 20 buts durant la saison. Le club respire la santé et termine à la seconde place derrière le VfB Stuttgart, à la différence de buts. Cette même saison, l’affluence au stade connaît une forte augmentation, passant de 33 000 à 41 000 spectateurs. L’année suivante, le meneur de jeu Andreas Möller est épaulé par un nouveau prodige recruté à l’Inter, l'Allemand de l'est Matthias Sammer. Le club ne termine qu’à la 4e place mais atteint la finale de la Coupe UEFA après avoir éliminé le Real Saragosse, l’AS Rome et l'AJ Auxerre aux tirs au but. Le BVB chute lourdement en finale face à la Juventus (1-3 ; 0-3).
Le club se stabilise et confirme sa régularité dans le championnat en terminant une nouvelle fois à la 4e place et en atteignant les quarts de finale en Coupe UEFA, chutant contre l’Inter de Milan (1-3 ; 2-1).

### Sammer au sommet
Pour la saison 1994-1995, bien qu’amputé de Helmer, parti au Bayern Munich, le Borussia Dortmund, toujours emmené par ses artisans Sammer, Möller, Zorc et Chapuisat remporte son 1er championnat d'Allemagne depuis l’instauration du professionnalisme 32 ans auparavant. La Super Coupe d’Allemagne est également remportée face au Borussia Mönchengladbach. La fête est toutefois « gâchée » par une nouvelle élimination en quarts de finale de la Coupe UEFA par la Juventus. L’année suivante, en 1996, le puissant international allemand Jürgen Kohler renforce l’effectif de Dortmund qui conserve son titre de champion d’Allemagne et remporte la Super Coupe d’Allemagne. Dortmund participe à sa première Coupe d'Europe des clubs champions depuis plus de quarante ans, finissant son parcours en quarts de finale. Durant ce doublé, Matthias Sammer est élu à deux reprises meilleur joueur du championnat allemand et il reçoit le Ballon d'or après avoir été l'artisan de la victoire de l'Allemagne durant l'Euro 1996. Il est considéré comme le « Kaiser de Dortmund ». En effet, depuis son arrivée, Ottmar Hitzfeld avait bâti son équipe autour du libéro allemand, devenu entretemps le prolongement de l’entraîneur par sa vision du jeu et ses facultés de meneur et d'organisateur. Ses incursions en seconde ligne et sa relance exceptionnelle faisaient de Sammer l'élément clé du dispositif d'Hitzfeld.

### Le sacre dans une revanche
Si le Borussia ne remporte pas son troisième championnat consécutif, à la suite de blessures récurrentes de son meneur Sammer, il signe néanmoins lors de la saison 1996-1997 sa plus haute performance en remportant la très convoitée Ligue des champions dans l'Olympiastadion du rival munichois, face à la Juventus, bête noire du club en Coupe UEFA. L’international allemand Karl-Heinz Riedle signe rapidement un doublé en première période. En seconde période, Alessandro Del Piero redonne de l’espoir aux Turinois à l’heure de jeu. Dès lors suit un véritable siège de la défense allemande. Ottmar Hitzfeld remplace Chapuisat, épuisé, et lance le jeune Lars Ricken. Ce choix est payant puisque le milieu de terrain inscrit le 3e but de son club dix secondes après être entré en jeu. Après la Coupe des vainqueurs de coupes, le BVB remporte sa seconde Coupe d’Europe et devient le 3e club allemand à obtenir le trophée après le Bayern Munich et le Hambourg SV.
La Coupe intercontinentale est ensuite remportée contre Cruzeiro (2-0). Cette saison voit les affluences encore augmenter, jusqu’à parvenir à 51 000 spectateurs en moyenne.

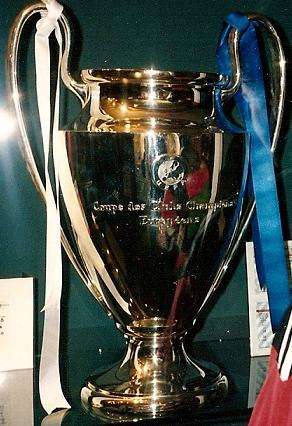
Vainqueur de la Ligue des champions 1997.
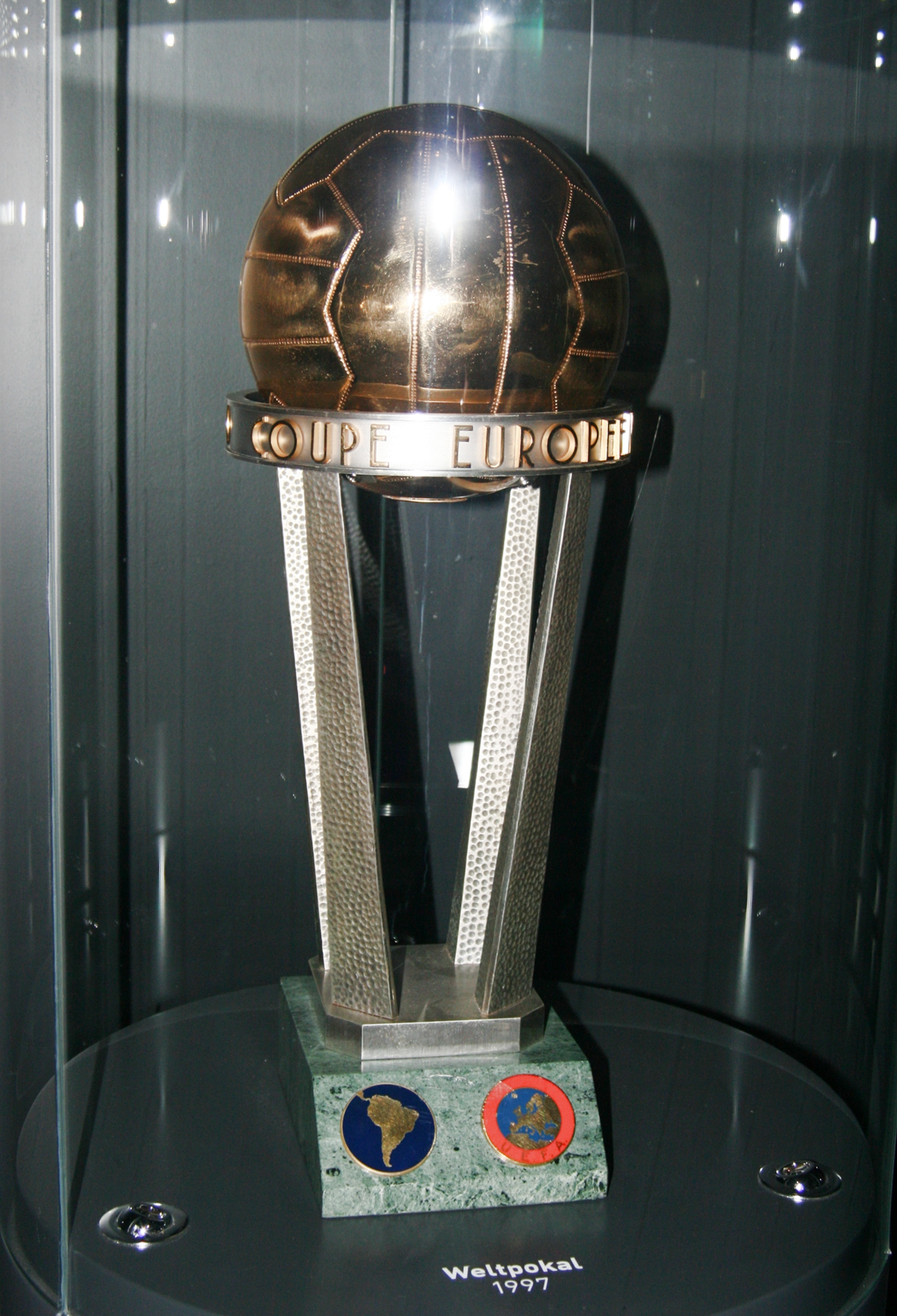
Vainqueur de la Coupe intercontinentale 1997.

### La fin de la génération d’or, début du «foot business»
Matthias Sammer est une nouvelle fois touché au genou en début de saison 1997-1998. Les longues semaines d'attentes concernant son retour sont vaines, le "Baron rouge" met fin à sa carrière au début de l'année 1998 laissant orphelin le Borussia Dortmund ainsi que la Nationalmannschaft. Dortmund atteint les demi-finales de Ligue des champions mais ne termine que 13e du championnat. L’année suivante, c’est au tour d’Ottmar Hitzfeld de quitter l’équipe pour entrainer le Bayern Munich. Il est remplacé par Nevio Scala qui conduit l’équipe jusqu’à la 4e place et remporte une 4e Coupe hivernale en 1999 (record). C'est aussi la dernière saison de Michael Zorc qui devient le joueur le plus capé du club (463 matchs) et se reconvertit en manager sportif du club. En 2000, Dortmund chute une nouvelle fois au classement (11e) et est sorti par Galatasaray en 1/8e de finale de Coupe UEFA. Andreas Möller quitte le club après neuf années de services. Afin de relancer l’équipe à la conquête de l’Allemagne et de l’Europe, ce dernier rentre en bourse à la fin de la saison. Cette même année, le club fait partie des fondateurs du G14 représentant, avec le Bayern Munich, le football allemand.
Sous le label Borussia Dortmund GmbH & Co. KGaA, le BVB cote 50 % de sa propriété en bourse et de la seconde moitié, 24,9 % appartienne à la Deutsche Bank. Avec cette affiliation, en plus du nouveau contrat avec E.ON AG, l'une des plus fortes affluences de Bundesliga (60 000 spectateurs) et les puissants droits TV de Kirch, le BVB se lance dans un recrutement massif et couteux à l’image de Tomáš Rosický, Torsten Frings, Ewerthon, Jan Koller, Victor Ikpeba, Márcio Amoroso ou encore Evanílson. Pourtant, les résultats ne sont pas aussi prolifiques que ce qu’espéraient les dirigeants par ce lourd investissement. Dortmund atteint à trois reprises consécutives le podium entre 2001 et 2003 et remporte son 6e titre de champion en 2002 sous l'entraînement de Matthias Sammer, revenu en catastrophe sauver son équipe de cœur en tant que plus jeune entraineur de l'histoire de Bundesliga à 33 ans. Sammer échoue en finale de la Coupe UEFA la même année face au Feyenoord Rotterdam (2-3). Lors de la saison 2002-2003, Dortmund se fait éliminer lors de la seconde phase de groupe de Ligue des champions et perd sa deuxième en Bundesliga lors de la dernière journée au bénéfice de Stuttgart, ce qui le prive d'une qualification directe pour la C1.

### Proche de la faillite, les années noires
En septembre 2003, les lourds investissements du Borussia ne sont plus assurés d'être remboursés par les droits TV du puissant groupe de Kirch, qui a fait faillite plus d'un an auparavant. Seuls des résultats sur le plan sportif peuvent permettre au club de revenir dans "une zone verte" via les primes et de maintenir la valeur de ses actions cotées en bourse.
Du point de vue sportif, le Borussia Dortmund se fait sortir au 3e tour préliminaire de la Ligue des champions par le FC Bruges aux tirs au but. Cette élimination est lourde de conséquences : plus de 15 millions d'euros de pertes. Márcio Amoroso, meilleur buteur de la Bundesliga l'année précédente (22 buts), se blesse quelques jours plus tard, et se trouve indisponible pour au moins deux mois. Son contrat est rompu fin mars à la suite de la volonté du Brésilien de vouloir se faire soigner au Brésil sans autorisation.
À la suite de la perte des gains de la Ligue des champions, c'est l’entraîneur Mathias Sammer qui est le premier à s'investir en réduisant volontairement son salaire : « Il est logique que je sois le premier à en supporter les conséquences, même si mon salaire n'est pas très important. ». Une semaine plus tard, c'est l'ensemble des joueurs qui décident de réduire leurs salaires de 20 %, un acte à la fois bénéfique et symbolique prouvant leur attachement au club. Mais la saison tourne au désastre. Le club qui avait déjà manqué la Ligapokal (perdue en finale contre Hambourg) se fait sortir dès les 1/16 de la Coupe d'Allemagne par Mönchengladbach. Dortmund se fait également éliminer sans gloire de la Coupe UEFA par Sochaux, dès le deuxième tour préliminaire, après une correction (4-0). La dernière ligne droite vire au cauchemar : Dortmund perd la 5e place à la dernière journée du championnat, et ne se qualifie pas pour une coupe d'Europe. Sammer est le premier sanctionné et il est remplacé par Bert van Marwijk (qui avait privé le BVB de la Coupe UEFA en 2002 avec Feyenoord).
La saison 2004-2005 est tout aussi désastreuse. Le club est éliminé en Intertoto dès le premier tour par le KRC Genk, et en 1/8 de Coupe d'Allemagne par Hanovre. Dortmund ne termine qu'à la 7e place et n'est qualifié pour l'Intertoto que miraculeusement, grâce au coefficient "Fair-play" allemand. Entre-temps, une mauvaise gestion du club accroit la crise : les recettes de la saison sont négatives et creusent les dettes (de 68 à 118 millions). Les actions en bourse chutent de 80 % (de 11 euros, l'action passe à 2,5). Le stade est vendu à 75 % en plusieurs étapes à Molsiris (une branche de la Commerzbank). Le club doit désormais louer son propre stade 17 millions d'euros par an pour y jouer[réf. nécessaire].
En 2005, d'importants créanciers du Borussia Dortmund approuvent le plan d'assainissement du club, épargnant ainsi la faillite et une relégation en championnat amateur. La licence du Borussia aurait pu être refusée pour la saison suivante, avec pour conséquence une relégation en championnat amateur (D3). Le stade n'est racheté à 51,2 % qu'en 2006 pour une somme de 57,2 millions d'euros notamment grâce à l'aide d'un crédit (étalé sur 15 ans) de la banque américaine Morgan Stanley. À cette époque, le club bénéficie également d'un prêt de la part de son rival national, le Bayern Munich. Le sponsor Nike règle d'un coup la totalité de la somme de son partenariat (75 millions d'euros) avec le club de la Ruhr et la société énergétique RAG signe l'un des contrats les plus juteux de la Bundesliga (8,5 millions d'euros par an), malgré la situation critique du club. Cette année marque la fin de la chute du BVB mais les dégâts sont tels que le manager, Michael Zorc, déclare qu'il faudra attendre 2009 ou 2010 pour revoir Dortmund aussi compétitif que ses rivaux Schalke, Hambourg ou Brême.
Lors de la saison 2006-2007, le club affiche un bilan positif pour la première fois depuis trois ans. Mais les « jaunes et noirs » ont entre temps perdu la plupart de leurs joueurs clés (notamment Tomáš Rosický et David Odonkor) pour s'en sortir, et procédé à de nombreuses réductions de salaires. Le club se retrouve dans la zone de relégation, ce qui n'était plus arrivé depuis une trentaine d'années. Dortmund termine néanmoins à la 9e place grâce entre autres à Alexander Frei, arrivé en début de saison. Le club se "console" en privant son rival historique Schalke 04, du titre grâce à sa victoire 2-0 lors de l'avant-dernière journée. Financièrement, Dortmund réalise la plus grosse recette européenne des clubs non-engagés en coupe d'Europe avec plus de 70 millions d'euros : une démonstration de la compétitivité économique du club, qui doit croitre rapidement selon le directeur des finances, Hans-Joachim Watzke[réf. nécessaire].
Thomas Doll, arrivé comme entraineur en fin de saison, a eu un rôle non négligeable dans le sauvetage de la relégation du Borussia, mais est critiqué la saison suivante (2007-2008), par sa direction et le sponsor principal du club (RAG), pour le manque de combativité de ses joueurs ainsi que les mauvais résultats (13e place). Avant de démissionner, il réussit toutefois son pari de qualifier le club pour la Coupe UEFA via la Coupe d'Allemagne (finaliste contre le Bayern). Cette qualification européenne, attendue depuis trois ans, est pour les supporters et dirigeants le symbole de la fin d'une longue crise et d'un retour du club de la Ruhr sur le devant de la scène. En mars 2008, le Borussia Dortmund se lance dans un projet de coopération avec l'Austria Vienne qui prévoit une aide mutuelle concernant la formation des jeunes, le scouting ainsi, le recrutement d'entraineur et matchs amicaux entre les deux clubs. RAG change de nom en cours de saison en Evonik.

### Jürgen Klopp, un nouveau départ
Pour la saison 2008-2009, les dirigeants, alliés à l'entreprise Sportfive, préparent un nouveau crédit pour continuer le rachat du stade pendant que les dettes ne s'élèvent plus qu'à 61,7 millions d'euros (plus de 120 millions ayant été remboursé en seulement 2 ans). Un renouvellement de l'effectif est à l'ordre du jour, ainsi qu'un changement d'entraîneur, Jürgen Klopp succédant à Thomas Doll. La saison démarre par un succès face au Bayern (2-1) lors du come-back de la Supercoupe d'Allemagne, dans une atmosphère de revanche de la finale de la coupe d'Allemagne précédente. Le traditionnel Revierderby a une saveur toute particulière en septembre 2008 puisque cela faisait plus de vingt ans qu'il n'avait plus eu lieu alors que les deux protagonistes sont positionnés sur les marches du podium. Le scénario est exceptionnel puisque le Borussia est parvenu dans la dernière demi-heure à égaliser à 3-3, via un doublé d'Alexander Frei (et une passe décisive), après avoir été mené 0-3 jusqu'à la 67e minute.
Moins heureux en coupe d'Europe, Klopp et ses troupes sont sortis au premier tour de la Coupe UEFA par l'Udinese aux tirs au but (0-2; 2-0; 4-2 tab). En octobre, la crise des subprimes touche également le monde du football et le Borussia Dortmund qui voit ses actions rechuter à 1,14 euro à la bourse de Francfort. Insatisfait des résultats depuis deux ans, le sponsor Evonik prolonge néanmoins son contrat jusqu'en 2011 mais le revoit à la baisse (6,5 millions d'euros par an). Durant la trêve hivernale, un changement d'équipementier est conclu pour la saison 2009-2010 avec l'arrivée de Kappa (4 M€/an) pendant que Signal Iduna poursuit son partenariat (7 M€/an) jusqu'en 2016.
Le BVB termine la saison à la 6e place avec 59 points, soit son meilleur classement depuis quatre ans et le meilleur quota de points depuis 2002-2003. Les résultats sont néanmoins insuffisants pour se qualifier pour une coupe d'Europe puisque la 6e place n'est pas qualificative (le Werder Brême vainqueur de la coupe nationale étant 10e, ne permettant pas un report de la place qualificative sur le championnat).
La saison 2009-2010 confirme le renouveau du club centenaire, et c'est avec un effectif particulièrement jeune (Götze, Großkreutz, Schmelzer, Hummels, Bender ou Le Tallec, ont alors moins de 23 ans) et grâce à l'arrivée de Lucas Barrios (19 buts en 33 matches) que le Borussia termine à la 5e place du championnat, qualificative pour la Ligue Europa. Le Signal Iduna Park affiche alors la plus importante affluence moyenne d'Europe, avec plus de 77 000 spectateurs par match.

### Club majeur de Bundesliga et retour constant en Europe

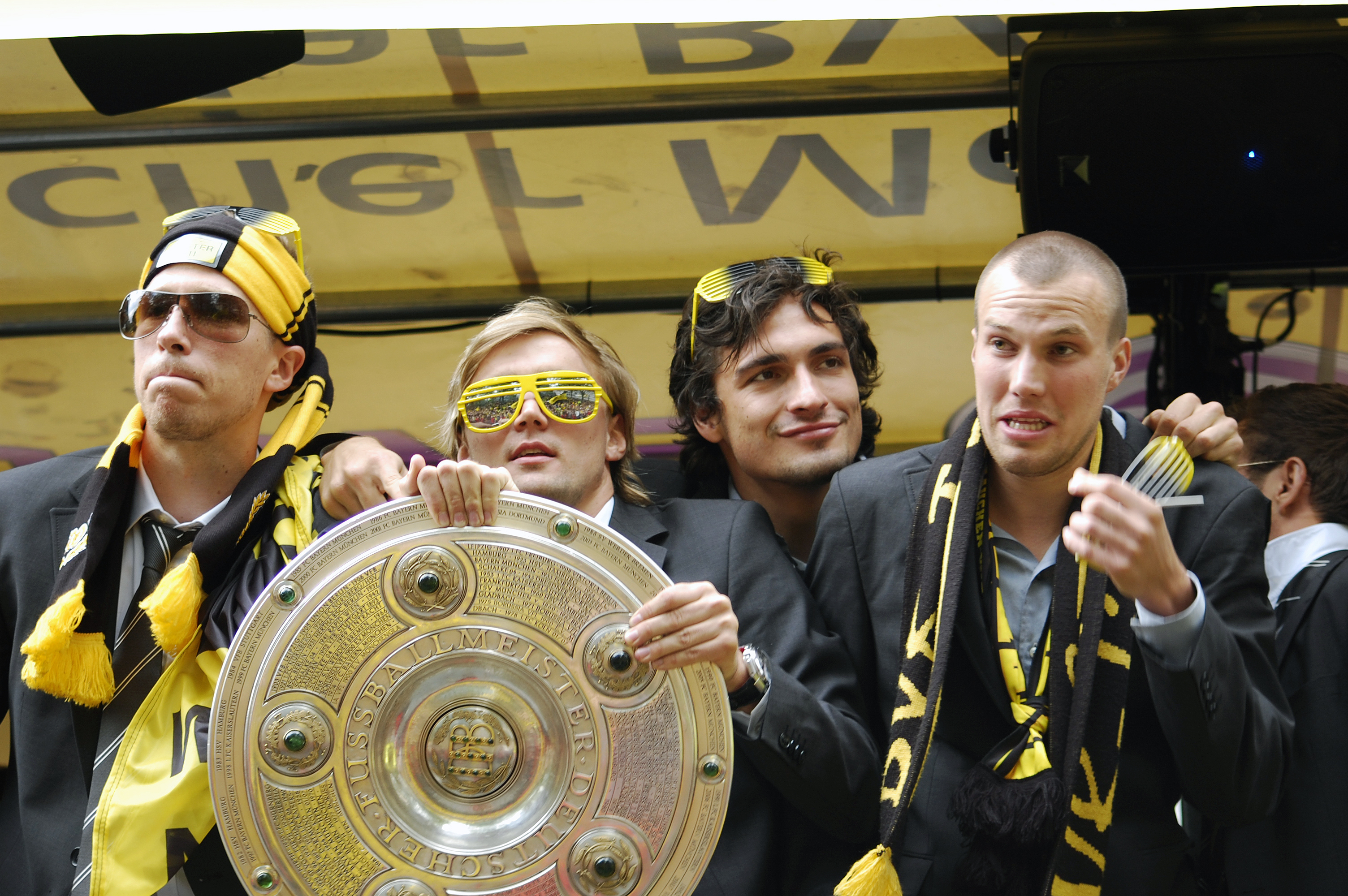
les joueurs de Dortmund célébrant le titre en 2011

Le début de saison 2010-2011 dépasse toutes les espérances en championnat. L'équipe, de nouveau rajeunie par les jeunes mais talentueux Kagawa et Lewandowski, affole les compteurs (43 points pris sur 51 possibles, 7 victoires consécutives, 2,17 buts par match, meilleure attaque et défense) et est championne d'automne avec pas moins de 10 points d'avance sur le 2e et 14 sur le Bayern Munich, tenant du titre.
Le Borussia rate toutefois son retour en coupe d'Europe puisqu'il est éliminé de la Ligue Europa dès la phase de poule, notamment battu à domicile par le FC Séville et tenu deux fois en échec par le Paris Saint-Germain. Le club rhénan ne fait pas mieux en Coupe d'Allemagne, sorti aux tirs au but par les Kickers Offenbach en 16e de finale.
En seconde partie de saison de Bundesliga, il ne perd que peu d'avance sur ses poursuivants et remporte deux journées avant la fin du championnat son septième titre national, le premier depuis neuf ans.
| Weidenfeller Piszczek Subotić Hummels Schmelzer Kehl Gündogan Götze Kagawa Błaszczykowski Lewandowski |
| Équipe type de la saison 2011-2012                                                                    |

Le début de la saison 2011-2012 est très poussif avec une 11e place à la 7e journée. Les performances sont notamment ternies par le départ du maître à jouer Nuri Şahin pour le Real Madrid. En parallèle, le club essuie un nouvel échec en Ligue des champions, en étant éliminé dès le premier tour, terminant dernier de sa poule.
Le club parvient néanmoins à refaire son retard sur le Bayern Munich (3 points à la trêve hivernale) puis à le dépasser en février grâce à une série de 28 matchs sans défaite (record de matchs sans défaite dans une saison du Bundesliga dépassant le précédent établi à 36 matchs sans défaite sur deux saisons par le Hamburger SV - saisons 1981-82 et 1982-83). La 30e journée offre une sorte de « finale » du championnat lors de la réception du Bayern Munich, les deux équipes se tenant en trois points. Le Borussia s'impose 1-0 grâce à une nouvelle réalisation de Lewandowski, révélation de la saison. Quelques jours plus tard, le BVB s'impose à Schalke (2-1) dans un derby de la Ruhr houleux et profite du nul bavarois à Mayence pour porter son avance à 8 points. Le titre est officiellement remporté lors de la 32e journée avec une victoire 2-0 face au Borussia Mönchengladbach.
Lors de cette saison de tous les records, le Borussia Dortmund affiche une moyenne de plus de 80 500 spectateurs dans son stade en championnat et se succède à lui-même comme record mondial d'affluence moyenne sur une saison. Avec 81 points au compteur, le précédent record de points pris en une saison est battu (il était jusque-là détenu par le Bayern, avec 79 points en 1971-72 et 1972-73). À la suite de ce huitième titre de champion d'Allemagne, le 5e sous l'ère Bundesliga, Dortmund se voit octroyer une seconde étoile sur son maillot pour la saison 2012-2013[réf. nécessaire].
Le 12 mai 2012, le Borussia remporte la Coupe d'Allemagne aux dépens du Bayern Munich (5-2) et réalise de ce fait son premier doublé coupe-championnat.
Rapidement distancé par le Bayern Munich en 2012-2013, avec 12 points de retard à la trêve hivernale, l'équipe de Jürgen Klopp connaît davantage de succès en Ligue des champions, terminant première de son groupe relevé face au Real Madrid, Manchester City et l'Ajax. Lors des phases finales de cette campagne européenne, les "Borussen" éliminent ensuite le Chakhtar Donetsk, le Malaga CF et le Real Madrid avant de se qualifier pour la finale à Wembley. Le samedi 25 mai 2013, seize ans après son succès de 1997, Dortmund dispute la deuxième finale de "C1" de son histoire. Le club s'incline 2-1 face au Bayern Munich.
Entre temps, le Borussia ne parvint pas à rattraper son concurrent en championnat et se fait éliminer en quart de finale de la Coupe d'Allemagne par ce même Bayern. Malgré un retard cumulé de 25 points à la fin de l'édition 2012-2013, Dortmund termine vice-champion d'Allemagne et se qualifie pour la troisième fois consécutive en Ligue des champions.
Lors de la saison 2013-2014, le Bayern Munich distance une nouvelle fois le Borussia, qui termine le championnat avec 71 points, à 19 points du rival bavarois. Le club réalise une campagne européenne satisfaisante en Ligue des Champions, terminant premier d'un groupe assez relevé face à Arsenal, Naples et l'Olympique de Marseille. Il échoue en quart de finale, face au Real Madrid, qui avait été éliminé par le Borussia la saison précédente. Le Borussia Dortmund atteint la finale de la Coupe d'Allemagne, qu'il perd face au Bayern Munich sur le score de deux buts à zéro après prolongations.
La saison 2014-2015 fut nettement plus compliqué pour le club de la Ruhr, notamment à cause d'un début de saison en Bundesliga assez tumultueux. Le club est très vite distancé par ses rivaux et peine à remporter des matchs. Le 30 novembre 2014, le Borussia est lanterne rouge du championnat, après une nouvelle défaite à Francfort, la huitième de la saison. A la trêve, le club est avant-dernier de Bundesliga. En Ligue des Champions pourtant, malgré la crise sportive connue en championnat, le club termine pour la troisième année consécutive premier de son groupe et se qualifie pour les huitièmes de finale.
Le club se relève peu à peu lors de la seconde partie de saison. Malgré l'élimination en Coupe d'Europe face à la Juventus, le Borussia retrouve la victoire en championnat et se permet même d'envisager de terminer parmi les places qualificatives en Coupe d'Europe. Le club obtient une qualification symbolique pour la finale de la Coupe, après avoir éliminé le Bayern Munich aux tirs au but en demi-finale.
Le 15 avril 2015, l'entraîneur, Jürgen Klopp, symbole du renouveau du Borussia, annonce qu'il quitte le club à la fin de la saison. Il est remplacé par Thomas Tuchel, lui aussi ancien entraîneur de Mayence dont la mission est de redresser le club après une 7e place de Bundesliga et une finale de coupe d'Allemagne perdue contre Wolfsbourg (3-1). Le Borussia est tout de même qualifié pour la Ligue Europa.
Après un été lors duquel le club a su conserver ses stars, Thomas Tuchel réussit son début de saison à la tête du club, devenant l'entraîneur qui a le mieux commencé son mandat de l'histoire du Borussia avec onze victoires en autant de matchs (remporter ses onze premiers matchs officiels est une première pour le club). C'est également le meilleur début de saison de l'histoire de la Bundesliga avec cinq victoires en cinq matches, dix-huit buts inscrits et trois encaissés. Sous les ordres de Tuchel, le BVB retrouve les principes de l'ère Jürgen Klopp : pressing tout terrain et jeu offensif. Le nouvel entraîneur a surtout fait des choix forts comme celui d'écarter Roman Weidenfeller, gardien titulaire du club depuis de longues saisons, pour le remplacer par Roman Bürki, bien plus jeune. Thomas Tuchel fait également confiance à Julian Weigl, un jeune milieu de terrain de 20 ans, qui fait partie des révélations du début de saison. Le club termine vice-champion après une saison exceptionnelle, devenant le meilleur second de l'histoire du championnat allemand. Sur le plan européen, l'équipe est éliminée lors d'un quart de finale épique de la Ligue Europa par le Liverpool dirigé par son ancien entraineur Jürgen Klopp. En Coupe, le club perd pour la troisième saison consécutive en finale, une nouvelle fois face au Bayern, aux tirs au but après un match nul vierge.
La saison suivante, le club réalise un mercato estival de qualité, recrutant des jeunes joueurs comme Marc Bartra, Ousmane Dembélé ou encore Raphaël Guerreiro. Malgré cela, le club échoue à la troisième place du championnat, derrière le promu Leipzig et le Bayern Munich. Il réalise tout de même une saison européenne séduisante, terminant premier de son groupe devant le Real Madrid et réalisant au passage le record de buts en phase de poules de la Ligue des Champions. L'aventure européenne est stoppée en quart de finale par une surprenante équipe de Monaco, alors que l'équipe de Dortmund a été touchée par l'attaque de son bus juste avant le match aller. Le Borussia se console par une victoire en finale de Coupe d'Allemagne, après trois finales perdues d'affilée dans cette compétition, grâce à une victoire face à Francfort sur le score de 2-1.
Lors de la saison 2017-2018, le BVB ne se montre guère convaincant. Le club embauche d'abord le Néerlandais Peter Bosz qui sort d'une belle saison avec l'Ajax Amsterdam (finaliste de la Ligue Europa). Malgré un début de saison flamboyant, le Borussia perd en qualité de jeu et se retrouve hors course pour le titre avant Noël. Peter Stöger devient le nouvel entraîneur le 10 décembre 2017. Il ne fait pas mieux que son prédécesseur, mais réussit tout de même à qualifier le Borussia Dortmund pour la prochaine édition de la Ligue des champions.
Dortmund aborde la saison 2018-2019 avec un nouvel entraîneur, le Suisse Lucien Favre. Le club décide de revenir à ses fondamentaux optant pour un recrutement relativement jeune et l'arrivée du cadre belge Axel Witsel. Le succès est au rendez-vous : l'équipe inscrit, entre autres, au minimum deux buts à chaque match joué à domicile, mais termine une nouvelle fois dernière le Bayern Munich au classement avec deux petits points de retard, après s'être écroulé vers la fin du championnat alors qu'e Dortmund avait occupé la première place durant 21 journées.
Néanmoins avec ce statut de vice-champion et la victoire du Bayern en coupe, les deux clubs s'affrontent en 2019 pour le trophée de la Supercoupe d'Allemagne. Le Borussia parvient à s'imposer à domicile sur le score de 2 à 0, gagnant pour la sixième fois ce titre. Cependant, c'est le seul trophée majeur que l'équipe remporte durant la saison 2019-2020, malgré le renfort en attaque avec l'arrivée du jeune buteur norvégien Erling Haaland lors du mercato d'hiver. Dortmund termine deuxième du championnat d'Allemagne, après une décevante élimination, aux tirs au but, en huitième de finale de la coupe d'Allemagne sur la pelouse du Werder Brême sur le score de 3-3 et une désillusion au même stade de la compétition en ligue des champions face au Tottenham Hotspur Football Club sur le score cumulé de 4-0.
La saison 2020-2021 ne commence pas de la même manière : le club perd cette fois-ci la Supercoupe face au Bayern Munich sur le score de 3 buts à 2. Cette année est marquée par le départ de Lucien Favre en cours de saison et la nomination de son adjoint, Edin Terzić, à sa place. Ce dernier parvient à redresser les résultats du club en le menant en quart de finale de la ligue des champions (niveau que l'équipe n'avait plus atteint depuis 2016-2017), notamment grâce aux 10 buts d'Erling Haaland, élu meilleur attaquant de la compétition. Si Dortmund est éliminé face à Manchester City sur le score cumulé de 4-2, le Borussia parvient à renverser la vapeur en championnat et à se qualifier en ligue des champions en terminant à la troisième place avec un point d'avance sur le VFL Wolfsburg, alors que l'équipe fut longtemps à la cinquième place avec un retard de 7 points sur l'Eintracht Francfort et 11 points sur Wolfsburg. Surtout, le Borussia Dortmund parvient à remporter la coupe d'Allemagne en s'imposant 4 buts à 1 en finale face au RB Leipzig.

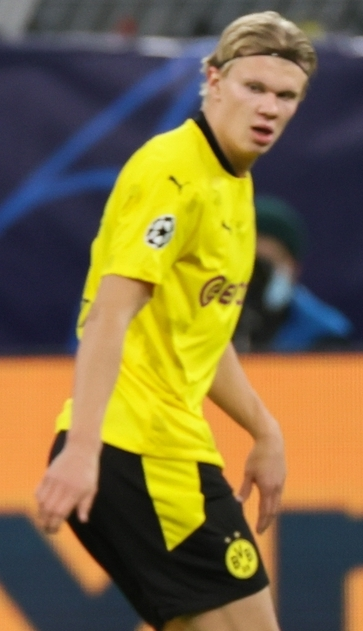
Erling Haaland marque 86 buts entre 2020 et 2022.

En  2021-2022, le BVB achève les matchs aller de la Bundesliga à la deuxième place, 5 points devant le troisième Fribourg mais 9 points derrière le Bayern leader. En coupe d'Europe, Dortmund ne parvient pas à se qualifier pour les huitièmes de la ligue des champions, mais obtient une troisième place de poules lui permettant d'être reversé en barrages de la Ligue Europa face aux Glasgow Rangers.
Lors de la saison 2022-2023, le BVB parvient à tenir tête au Bayern Munich : en effet, depuis plus de 10 ans, le BVB est victime de l'hégémonie bavaroise et se retrouve distancé en nombre bien que le club finisse le plus souvent en seconde position. Or, cette saison, le BVB est parvenu à accrocher le Bayern Munich et avait pour ambition de faire chuter les Bavarois du trône. Lors de l'avant-dernière journée, le BVB se retrouve premier de Bundesliga à la suite de sa victoire à Augsbourg (victoire 3-0), profitant également de la défaite du Bayern Munich dans le même temps. Or, lors de l'ultime journée à domicile face à Mayence, le BVB avait son destin en main pour finir champion mais le sort en a décidé autrement : alors que Mayence ouvre le score rapidement, le BVB obtient un pénalty quatre minutes plus tard mais Sébastien Haller ne transforme pas celui-ci. Cinq minutes plus tard, Mayence aggrave le score à 0-2. Dans le même temps, le Bayern mène au score face au FC Cologne, les bavarois sont virtuellement champions. Raphael Guerreiro parvient à réduire le score dans les 20 dernières minutes et dans le même temps, le FC Cologne marque sur pénalty face au Bayern, ce qui a pour conséquence de rendre le BVB provisoirement champion. Malheureusement, cette joie aura été de courte durée car le Bayern parvient à reprendre l'avantage en toute fin de match par l'intermédiaire de Jamal Musiala et finit par s'imposer (1-2). Le BVB doit alors marquer 2 buts pour remporter le match et finir champion mais finira simplement par accrocher le match nul (2-2) grâce à Niklas Süle dans les arrêts de jeu. Ainsi, le BVB termine la saison 2022-2023 en deuxième position derrière le Bayern qui remporte son 11eme titre d'affilée.

## Attaque à l'explosif contre le bus de l'équipe
Alors que le bus de l'équipe allemande s'apprête à transporter les joueurs au Westfalenstadion pour disputer le quart de finale aller face à Monaco en Ligue des champions, trois bombes explosent le 11 avril 2017. Un joueur, Marc Bartra, et un policier sont blessés.
L'enquête suppose rapidement qu'il s'agit d'une attaque terroriste islamiste en raison des lettres trouvées sur les lieux annonçant que l'attaque est une action de représailles pour les musulmans tués dans l'intervention militaire allemande contre l'Etat islamique et menaçant d'autres attaques si l'Allemagne ne se retire pas et que la base militaire américaine de Ramstein reste ouverte.
Le 21 avril 2017, la police allemande a arrêté un homme soupçonné d'avoir déposé les bombes dans le but de faire chuter le prix de l'action du club et tirer profit des mandats qu'il avait achetés avant l'attaque. Le site Capital parle alors du « premier attentat boursier de l'histoire ». Fin novembre 2018, après onze mois de procès, Serguei Wenergold, âgé de 29 ans, est reconnu coupable de « tentatives de meurtres » par le tribunal de Dortmund et condamné à 14 ans de réclusion alors que le parquet avait requis la perpétuité. Il renonce à faire appel de sa condamnation.

## Identité et image

### Logos
À partir de 2012, le logo du club est rehaussé de deux étoiles honorifiques qui symbolisent l'obtention d'un cinquième titre national (depuis le format actuel de la Bundesliga débutant lors de la saison 1963-1964). Ce système propre au championnat allemand récompense d'une étoile pour trois titres de champion, deux étoiles pour cinq titres, trois étoiles pour dix titres, quatre étoiles pour vingt titres et cinq étoiles pour trente titres.

Logo de 1945 à 1964
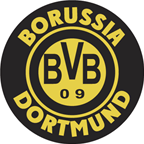
Logo de 1964 à 1974
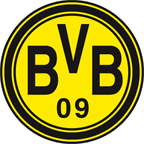
Logo de 1974 à 1976 et de 1978 à 1993
Logo depuis 1993

### Couleurs et tenues
| \| 2011-12 \| 2012-13 \| 2013-14 \| 2014-15 \| 2015-16 \| 2016-17 \| 2017-18 \| 2018-19 \| 2019-20 \| \| 2020-21 \| \| \| \| \| \| \| \| \| |         |         |         |         |         |         |         |         |
| 2011-12 | 2012-13 | 2013-14 | 2014-15 | 2015-16 | 2016-17 | 2017-18 | 2018-19 | 2019-20 |
| 2020-21 |         |         |         |         |         |         |         |         |

| \| 2011-12 \| 2012-13 \| 2013-14 \| 2014-15 \| 2015-16 \| 2016-17 \| 2017-18 \| 2018-19 \| 2019-20 \| |         |         |         |         |         |         |         |         |
| 2011-12                                                                                               | 2012-13 | 2013-14 | 2014-15 | 2015-16 | 2016-17 | 2017-18 | 2018-19 | 2019-20 |

| \| 2011-12 \| 2012-13 \| 2013-14 \| 2016-17 \| 2017-18 \| 2018-19 \| 2019-20 \| 2020-21 \| |         |         |         |         |         |         |         |
| 2011-12                                                                                    | 2012-13 | 2013-14 | 2016-17 | 2017-18 | 2018-19 | 2019-20 | 2020-21 |

## Structures du club

### Stade
Le stade du Borussia, le Signal Iduna Park (ancien Westfalenstadion), est surnommé « la cathédrale » en Allemagne tant l'ambiance y est atypique. La Südtribune de Dortmund, avec une capacité de près de 25 000 places debout derrière le but du virage sud, est actuellement la plus grande tribune de fans debout d'Europe. On la surnomme « le mur jaune ».

### Équipementiers et sponsors
Équipementiers
- 1974-1990 : Adidas
- 1990-2000 : Nike
- 2000-2004 : Goool.de
- 2004-2009 : Nike
- 2009-2012 : Kappa
- Depuis 2012 : Puma

Sponsors
- 1974-1976 : Ville de Dortmund
- 1976-1978 : Samson (marque de cigarettes)
- 1978-1980 : Prestolith (produits de beauté)
- 1980-1983 : UHU (marque de colle)
- 1983-1986 : Artic (glace)
- 1986-1997 : Continentale (firme d'assurances)
- 1997-1999 : s.Oliver (entreprise de mode)
- 1999-2005 : e.on AG (groupe d'énergie)
- 2006-2025 : Evonik Industries AG (groupe industriel d'énergie, chimie et immobilier)
- 2020-2025 : IONOS by 1&1 (société d’hébergement Web)
- 2025- : Vodafone (téléphonie)

Entre 2020 et 2025, le Borussia Dortmund joua avec 2 sponsors principaux. La société d'hébergement Web 1&1 était affichée durant les matchs de Bundesliga tandis qu'Evonik restait pour les matchs de coupe nationale, de coupe internationale et les matchs amicaux. À partir de la saison 2025/26, Dortmund retourne à une formule unique de sponsor principal avec un nouveau sponsor, Vodafone. Evonik prolonge néanmoins pour cinq années supplémentaires son partenariat comme "Champion partner" avec le Borussia Dortmund.

## Palmarès et statistiques

### Trophées remportés
| Compétitions internationales | Compétitions nationales | Compétitions régionales                                                                                |
| - Coupe Intercontinentale (1) - Vainqueur : 1997 - Ligue des Champions (1) - Vainqueur : 1997 - Finaliste : 2013, 2024 - Coupe d'Europe des Vainqueurs de Coupe (1) - Vainqueur : 1966 - Supercoupe d'Europe (0) - Finaliste : 1997 - Coupe de l'UEFA (0) - Finaliste : 1993 et 2002 | - 1. Bundesliga (8) - Champion : 1956, 1957, 1963, 1995, 1996, 2002, 2011, 2012 - Vice-champion : 1949, 1961, 1966, 1992, 2013, 2014, 2016, 2019, 2020, 2022 et 2023 - DFB-Pokal (5) - Vainqueur : 1965, 1989, 2012, 2017 et 2021 - - Finaliste : 1963, 2008, 2014, 2015 et 2016. - DFL-Supercup (6) - Vainqueur : 1989, 1995, 1996, 2008 (non-officiel), 2013, 2014 et 2019 - Finaliste : 2011, 2012, 2016, 2017 et 2020 - Coupe de la Ligue d'Allemagne (0) - Finaliste : 2003 - 2. Bundesliga Nord (0) - Vice-champion : 1976 - Coupe hivernale d'Allemagne (4) - Vainqueur: 1990, 1991, 1992, 1999 | - Champion d'Oberliga Ouest et Westphalie (7) : - Vainqueur : 1947, 1948, 1949, 1950, 1953, 1956, 1957 |

### Bilan

#### Scène européenne
| Compétition                                                                         | Saisons | J   | V  | N  | D  | BP  | BC  | +/- |
| Coupe intercontinentale                                                             | 1       | 1   | 1  | 0  | 0  | 2   | 0   | +2  |
| Ligue des champions                                                                 | 15      | 100 | 53 | 21 | 30 | 174 | 123 | +51 |
| Coupe des vainqueurs de coupe                                                       | 3       | 15  | 9  | 3  | 3  | 32  | 15  | +17 |
| Coupe UEFA                                                                          | 12      | 71  | 35 | 13 | 22 | 100 | 70  | +30 |
| Supercoupe de l'UEFA                                                                | 1       | 2   | 0  | 1  | 1  | 1   | 3   | -2  |
| Coupe Intertoto                                                                     | 2       | 4   | 1  | 2  | 1  | 3   | 3   | 0   |
| Récapitulatif des résultats du Borussia Dortmund en Coupes d'Europe au 8 avril 2014 |         |     |    |    |    |     |     |     |

#### Coefficient UEFA
Le 17 août 2025, le Borussia Dortmund est classé à la 10e place du classement UEFA.

### Records
- Nombre d'années en Bundesliga (depuis 1963) : 60 saisons en première division
- Nombre de points en Bundesliga : 2875 points depuis 1963 (2e au classement historique[note 2])
- Plus large victoire : 11-1 face à Arminia Bielefeld en 1982-1983
- Plus large défaite : 0-12 face à Borussia Mönchengladbach en 1977-1978
- Meilleur buteur du club :  Alfred Preissler avec 177 buts (1946-1950 puis 1951-1959)
- Joueur le plus capé du club :  Michael Zorc avec 572 matchs (1981-1998)
- Plus grosse indemnité de transfert payée :  Mats Hummels pour 38 millions d'euros à Bayern Munich (2019-2020)
- Plus grosse indemnité de transfert reçue :  Ousmane Dembélé pour 105 millions d'euros (+42 de bonus) au FC Barcelone (2017-2018)

### Distinctions personnelles
Titre de meilleur joueur allemand de l'année
- 1964-65 :  Hans Tilkowski
- 1994-95 :  Matthias Sammer
- 1995-96 :  Matthias Sammer (Ballon d'or)
- 1996-97 :  Jürgen Kohler
- 2018-19 :  Marco Reus

Titre de meilleur buteur du Championnat allemand
- 1965-66 :  Lothar Emmerich avec 31 buts
- 1966-67 :  Lothar Emmerich avec 28 buts (co-meilleur buteur avec Gerd Müller)
- 2001-02 :  Marcio Amoroso avec 18 buts (co-meilleur buteur avec Martin Max)
- 2013-14 :  Robert Lewandowski avec 20 buts
- 2016-17 :  Pierre-Emerick Aubameyang avec 31 buts

Titre de meilleur joueur du Championnat allemand
- 2010-11 :  Nuri Şahin
- 2013-14 :  Marco Reus
- 2015-16 :  Pierre-Emerick Aubameyang
- 2018-19 :  Marco Reus
- 2022-23 :  Jude Bellingham

## Personnalités du club

### Entraîneurs

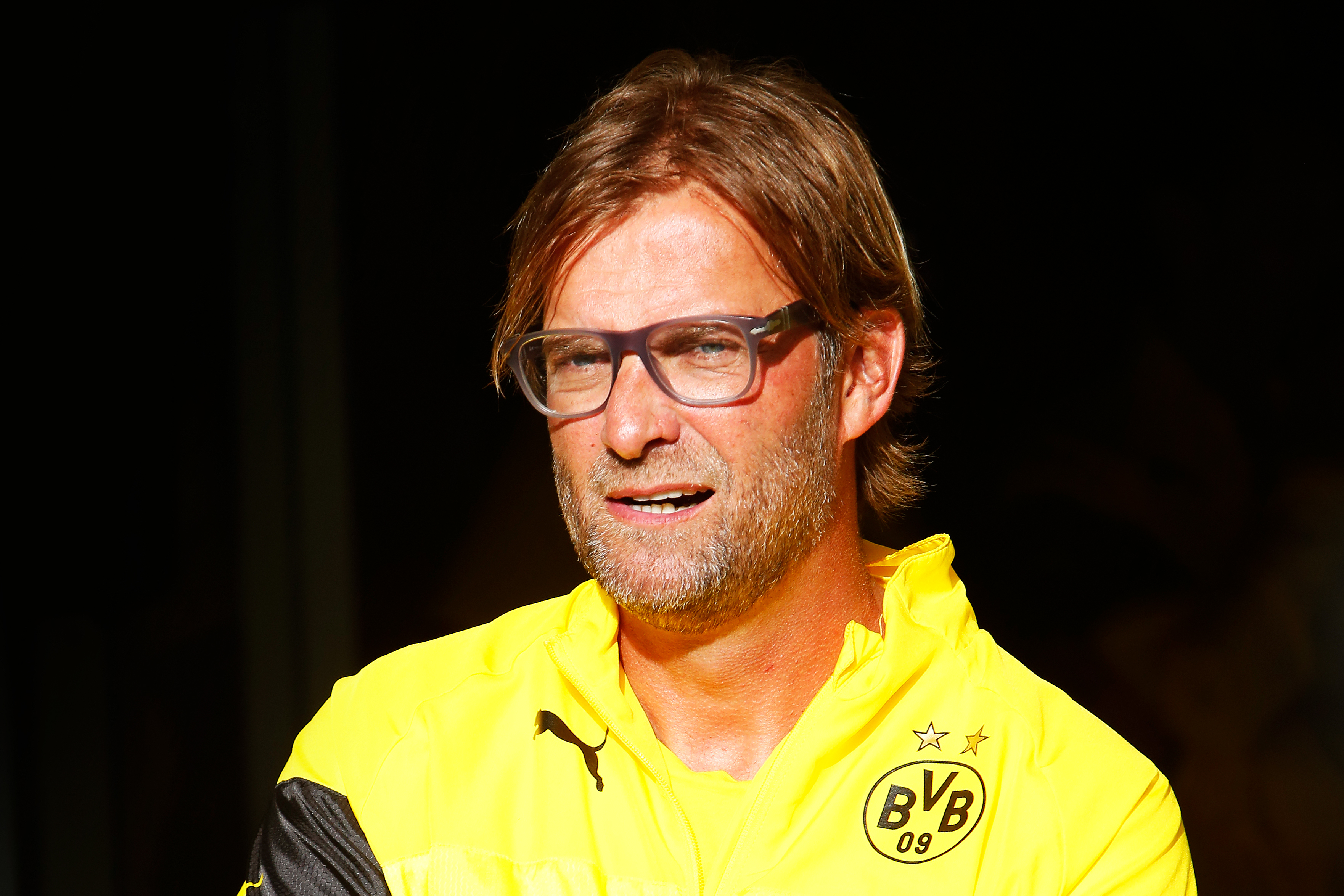
Jürgen Klopp, entraîneur de 2008 à 2015.

Liste des entraîneurs du Borussia Dortmund depuis 1935,
- Fritz Thelen : 1935-1936
- Ferdinand Swatosch : 1936-1939
- Willi Sevcik : 1939-?
- Fritz Thelen : 1946-1946
- Ferdinand Fabra : 1946-1948
- Eduard Havlicek : 1948-1950
- Hans-Josef Kretschmann : 1950-1951
- Hans Schmidt : 1951-1955
- Helmut Schneider : 1955-1957
- Hans Tauchert : 1957-1958
- Max Merkel : 1958-1961
- Hermann Eppenhoff : 1961-1965
- Willi Multhaup : 1965-1966
- Heinz Murach : 1966-avril 1968
- Oswald Pfau : avril 1968-décembre 1968
- Helmut Schneider : décembre 1968-mars 1969
- Hermann Lindemann : mars 1969-1970
- Horst Witzler : 1970-décembre 1971
- Herbert Burdenski : janvier 1972-mars 1973
- Detlev Brüggemann : 1972-octobre 1972
- Max Michallek : novembre 1972-mars 1973
- Dieter Kurrat : mars 1973-1973
- János Bédl : 1973-1974
- Otto Knefler : 1974-février 1976
- Horst Buhtz : février 1976-1976
- Otto Rehhagel : 1976-avril 1978
- Carl-Heinz Rühl : mai 1978-avril 1979
- Uli Maslo (1) : avril 1979-1979
- Udo Lattek (1) : 1979-mai 1981
- Rolf Bock : mai 1981-1981
- Branko Zebec : 1981-1982
- Karl-Heinz Feldkamp : 1982-avril 1983
- Helmut Witte : avril 1983-1983
- Uli Maslo (2) : 1983-octobre 1983
- Helmut Witte : octobre 1983
- Hans-Dieter Tippenhauer : octobre-novembre 1983
- Horst Franz : novembre 1983-1984
- Timo Konietzka : 1984-octobre 1984
- Reinhard Saftig : octobre 1984
- Erich Ribbeck : octobre 1984-1985
- Pál Csernai : 1985-avril 1986
- Reinhard Saftig : avril 1986-1988
- Horst Köppel : 1988-1991
- Ottmar Hitzfeld : 1991-1997
- Nevio Scala : 1997-1998
- Michael Skibbe : 1998-février 2000
- Bernd Krauss : février-avril 2000
- Udo Lattek (2) : avril 2000-2000
- Matthias Sammer : 2000-2004
- Bert van Marwijk : 2004-décembre 2006
- Jürgen Röber : décembre 2006-mars 2007
- Thomas Doll : mars 2007-2008
- Jürgen Klopp : 2008-2015
- Thomas Tuchel : 2015-2017
- Peter Bosz : 2017
- Peter Stöger : 2018
- Lucien Favre : 2018-2020
- Edin Terzič (interim)  :  2020-2021
- Marco Rose : 2021-2022
- Edin Terzič :  2022-2024
- Nuri Şahin :  2024-2025
- Niko Kovač : depuis 2025

### Joueurs emblématiques
- Lothar Emmerich
- Torsten Frings
- Mats Hummels
- Mario Götze
- İlkay Gündoğan
- Sebastian Kehl
- Stefan Klos
- Jürgen Kohler
- Jens Lehmann
- Andreas Möller
- Alfred Preissler
- Marco Reus
- Lars Ricken
- Karl-Heinz Riedle
- Michael Rummenigge
- Matthias Sammer
- Marcel Schmelzer
- Roman Weidenfeller
- Michael Zorc
- Jude Bellingham
- Jadon Sancho
- Henrikh Mkhitaryan
- Axel Witsel
- Amoroso
- Dedê
- Evanílson
- Ewerthon
- Felipe Santana
- Ivan Perišić
- Tomáš Rosický
- Jan Koller
- Mohamed Zidan
- Ousmane Dembélé

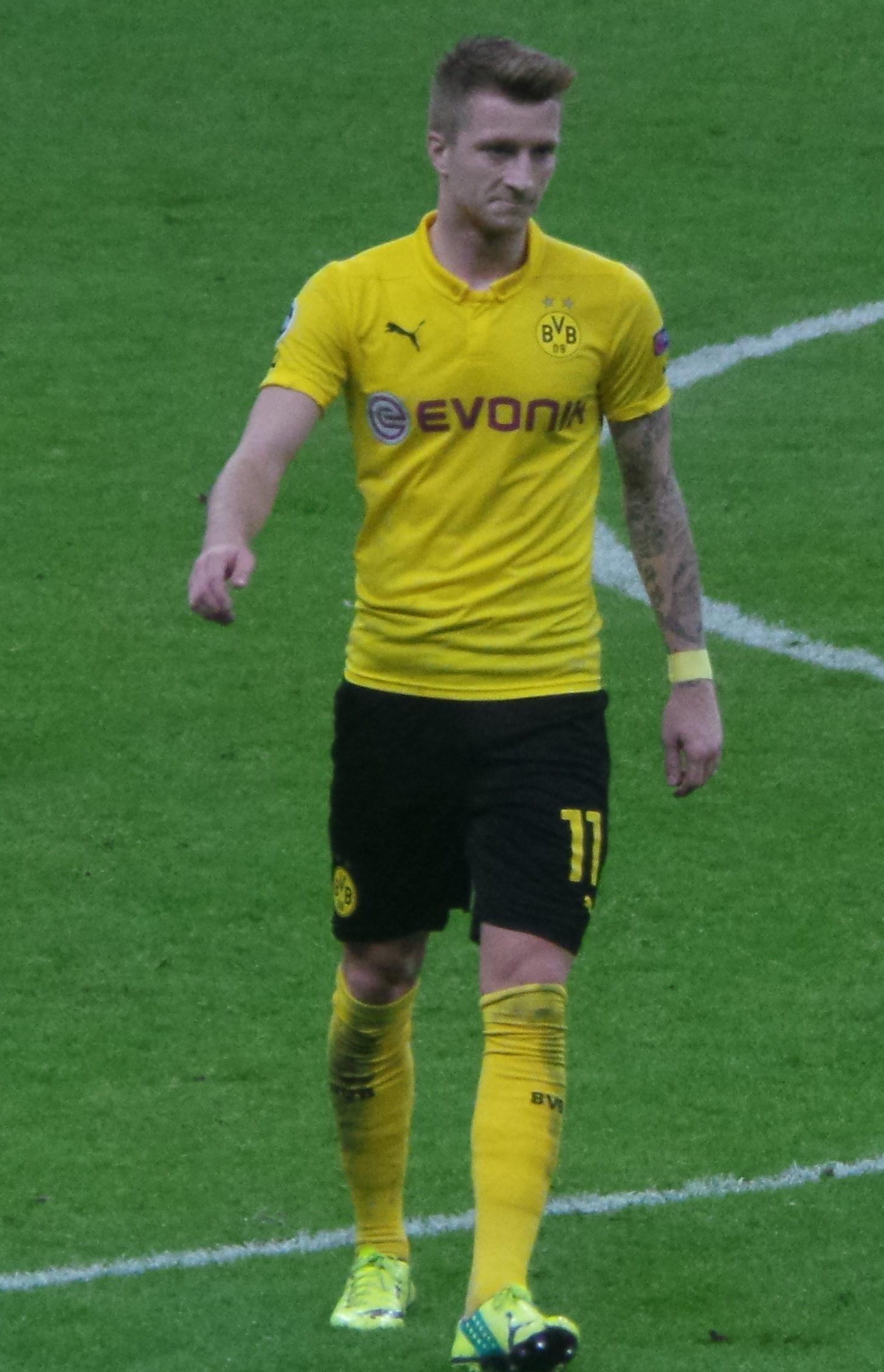
Marco Reus, capitaine emblematique du BVB et fer de lance de l'équipe de 2012 à 2024 avec 429 matches et 170 but pour le Borussia.

- Pierre-Emerick Aubameyang
- Sokratis Papastathopoulos
- Shinji Kagawa
- Achraf Hakimi
- Erling Haaland
- Lucas Barrios
- Jakub Błaszczykowski
- Robert Lewandowski
- Łukasz Piszczek
- Raphaël Guerreiro
- Neven Subotić
- Manuel Akanji
- Roman Bürki
- Stéphane Chapuisat
- Alexander Frei
- Nuri Şahin
- Christian Pulisic

### Effectif professionnel actuel
Le premier tableau liste l'effectif professionnel du Borussia Dortmund pour la saison 2025-2026. Le second recense les prêts effectués par le club lors de cette même saison.
En grisé, les sélections de joueurs internationaux chez les jeunes mais n'ayant jamais été appelés aux échelons supérieurs une fois l'âge-limite dépassé
ou les joueurs ayant pris leur retraite internationale.

## Statistiques

### Joueurs les plus capés
|    | Joueurs            | Période             | Matches |
| -- | ------------------ | ------------------- | ------- |
| 1  | Michael Zorc       | 1981-1998           | 572     |
| 2  | Mats Hummels       | 2008-2016 2019-2024 | 508     |
| 3  | Roman Weidenfeller | 2002-2018           | 453     |
| 4  | Marco Reus         | 2012-2024           | 429     |
| 5  | Stefan Reuter      | 1992-2004           | 421     |
| 6  | Lars Ricken        | 1993-2008           | 407     |
| 7  | Dedê               | 1998-2011           | 398     |
| 8  | Łukasz Piszczek    | 2010-2021           | 382     |
| 9  | Lothar Huber       | 1974-1986           | 372     |
| 10 | Dieter Kurrat      | 1960-1974           | 368     |

### Meilleurs buteurs
|    | Joueurs                   | Période             | Buts |
| -- | ------------------------- | ------------------- | ---- |
| 1  | Alfred Preissler          | 1946-1949 1951-1959 | 177  |
| 2  | Marco Reus                | 2012-2024           | 170  |
| 3  | Michael Zorc              | 1981-1998           | 159  |
| 4  | Manfred Burgsmüller       | 1976-1983           | 158  |
| 5  | Lothar Emmerich           | 1960-1969           | 146  |
| 6  | Friedhelm Konietzka       | 1958-1965           | 145  |
| 7  | Pierre-Emerick Aubameyang | 2013-2018           | 141  |
| 8  | Jürgen Schütz             | 1959-1963 1969-1972 | 137  |
| 9  | Alfred Niepieklo          | 1951-1960           | 124  |
| 10 | Stéphane Chapuisat        | 1991-1999           | 122  |
| 10 | Alfred Kelbassa           | 1954-1963           | 122  |

## Aspects juridiques et économiques

### Aspects économiques

#### Éléments comptables
Le tableau ci-dessous résume les différents budgets prévisionnels du Borussia Dortmund saison après saison.
| Saison | 2014-2015 | 2015-2016 | 2016-2017 | 2017-2018 | 2018-2019 | 2019-2020 | 2020-2021 | 2021-2022 | 2022-2023 | 2023-2024 |
| Budget | 262 M€    | N.C       | 352 M€    | 360 M€    | 400 M€    | 392 M€    | N.C       | N.C       | N.C       | N.C       |

## Culture populaire

### Supporters

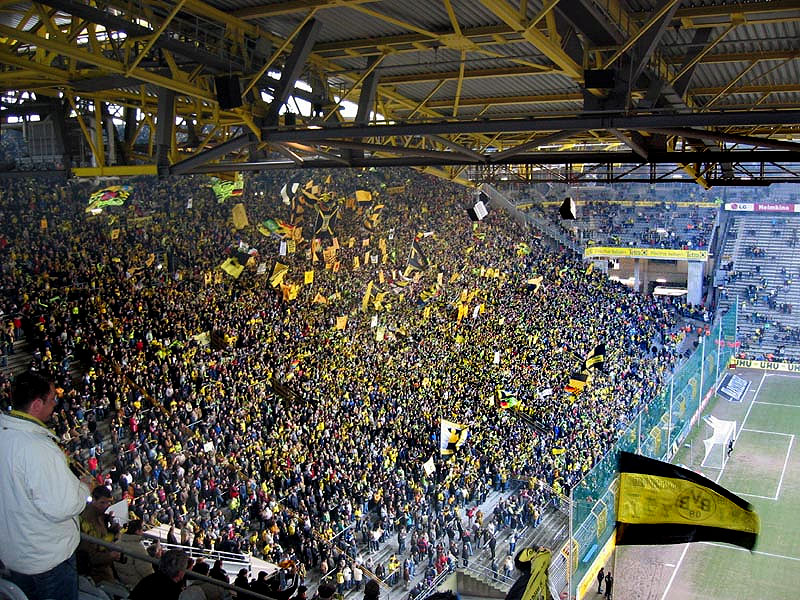
Südtribune de Dortmund

Globalement, le Borussia Dortmund se hisse dans le haut du classement européen en termes d'affluence depuis 2003, avec plus de 80 000 spectateurs en moyenne.
Un premier record du nombre d'abonnés est enregistré lors de la saison 2007-2008 avec 50 000 abonnements vendus. Le Borussia devance ainsi les autres ténors allemands, comme le Schalke 04 (43 935 abonnés) et le Bayern Munich (37 000 abonnés). En 2012 et 2013, le club atteint un niveau encore supérieur : plus de 54 000 abonnements vendus,. Le Borussia Dortmund enregistre la plus forte affluence moyenne d'Allemagne et d'Europe deux saisons de suite, en 2012 avec 80 551 spectateurs et en 2013 avec 80 520, devant des clubs comme Manchester United, le Real Madrid ou le FC Barcelone. Lors des saisons 2014-2015 et 2015-2016 le stade du Borussia est celui qui connaît la plus forte affluence d'Europe avec un taux de remplissage de près de 100 %.
En avril 2012, le Borussia Dortmund passait la barre des 60 000 membres dans son fan club, ce qui le place en quatrième position du club de football le plus populaire d'Allemagne derrière le Bayern Munich (171 000), Schalke 04 (101 000) et le Hambourg SV (71 000).